# 柯劭忞

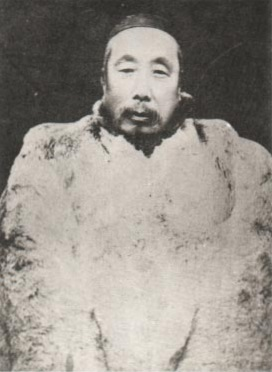
柯劭忞

柯劭忞（1850年—1933年8月31日），字鳳孫，晚号蓼园，山东省萊州府膠州人。清末民初學者、史學家。

## 生平
少孤，由母李長霞教導長大，博極群書，過目不忘。光緒十二年（1886年）進士，同年五月，改翰林院庶吉士。光緒十五年四月，散館，授翰林院編修。
1901年，他任湖南学政，任期4年。任满回到北京后，他历任国子监司业、贵胄学堂总教司、翰林院日讲起居注官等职。1906年，他奉命到日本考察教育。归国后，他任贵州提学使。两年后，他调回北京，任学部丞参、度署右参议、京师大学堂经科监督。
清朝宣统二年（1910年）资政院成立后，他任议员。1911年，他奉资政院委派，任山东宣慰使兼督办山东团练大臣。不久，他调任典礼院学士，赐紫禁城骑马，陪伴宣统帝溥仪念书。
中華民國成立以後，他以遜清遺老自居。1914年，他任约法会议议员。
| 中國二十四史 | 中國二十四史   | 中國二十四史 | 中國二十四史 | 中國二十四史 |
| 次序         | 書名           | 作者         | 作者         |              |
| 次序         | 書名           | 姓名         | 時代         |              |
| ------------ | -------------- | ------------ | ------------ | ------------ |
| 1            | 史记           | 司馬遷       | 西漢         |              |
| 2            | 汉书           | 班固         | 東漢         |              |
| 3            | 后汉书         | 范曄         | 劉宋         |              |
| 4            | 三國志         | 陈寿         | 西晋         |              |
| 5            | 晋书           | 房玄龄等     | 唐           |              |
| 6            | 宋书           | 沈约         | 蕭梁         |              |
| 7            | 南齐书         | 萧子显       | 蕭梁         |              |
| 8            | 梁书           | 姚思廉       | 唐           |              |
| 9            | 陈书           | 姚思廉       | 唐           |              |
| 10           | 魏书           | 魏收         | 北齐         |              |
| 11           | 北齐书         | 李百药       | 唐           |              |
| 12           | 周书           | 令狐德棻等   | 唐           |              |
| 13           | 南史           | 李延寿       | 唐           |              |
| 14           | 北史           | 李延寿       | 唐           |              |
| 15           | 隋书           | 魏徵等       | 唐           |              |
| 16           | 旧唐书         | 刘昫等       | 后晋         |              |
| 17           | 新唐书         | 欧阳修等     | 北宋         |              |
| 18           | 旧五代史       | 薛居正等     | 北宋         |              |
| 19           | 新五代史       | 欧阳修       | 北宋         |              |
| 20           | 宋史           | 脱脱等       | 元           |              |
| 21           | 辽史           | 脱脱等       | 元           |              |
| 22           | 金史           | 脱脱等       | 元           |              |
| 23           | 元史           | 宋濂等       | 明           |              |
| 24           | 明史           | 张廷玉等     | 清           |              |
| 相關         | 東觀漢記       | 劉珍等       | 東漢         |              |
| 相關         | 新元史         | 柯劭忞       | 民國         |              |
| 相關         | 清史稿         | 趙爾巽等     | 民國         |              |
| 相關         | 點校本二十四史 | 顧頡剛等     | 共和國       |              |

民國三年（1914年）夏，袁世凱令立清史館，以趙爾巽為館長，柯劭忞曾任代馆长、总纂。任内他參與《清史稿》之編撰工作，1927年《清史稿》总纂完成。他撰写了《清史稿》的《天文志》、《时宪志》、《灾异志》以及部分传稿，并总纂纪稿。
同一時间，他还獨力撰著《新元史》，學術界對《新元史》評價頗高，認為此書乃集五百多年各家研究之大成，補充了許多新內容，糾正了不少錯誤。日本東京帝國大學贈文學博士學位。
1919年12月4日，大總統徐世昌明令《新元史》列入正史，是為第二十五史。1922年，《新元史》编纂完成。1925年10月，他主持编辑《四库全书提要》，并亲自编写整理经部易经类提要152条。
1933年8月31日，柯劭忞在北京病逝，享壽83歲。。

## 家族
祖父柯培元，為孝廉，道光年間臺灣噶瑪蘭廳同知，文武兼備，以詩爲長，有《柯易堂詩選》傳世，其在京時与李圖、劉耀椿、李汀璋併稱山左四名家。
父柯蘅，从陳壽祺受許慎、鄭玄之學，精於經史，著《漢書七表校補》二十卷；長于詩，有《聲詩闡微》二卷、《舊雨草屋詩集》四卷。
母李長霞，李圖之女，博學工詩，有“詩古文詞，冠絕一世”之稱。詩學三唐。稿中《亂後憶書》一律，京師傳誦殆遍。詩云：「插架五千卷，竟教一炬亡。斯民同浩劫，此意敢言傷。業廢憑兒懶，窗閑覺日長。吟詩憐弱女，空復說三唐。」

## 著作
- 《新元史》
- 《春秋穀梁傳注》
- 《春秋穀梁傳補注》
- 《新元史考证》
- 《译史补》
- 《尔雅注》
- 《文献通考校注》
- 《文选补注》
- 《说经札记》
- 《蓼园文集》
- 《蓼園詩鈔》

其著作后编成《柯劭忞先生遗著》

## 親屬
- 祖父：柯培元，曾在台灣做官，著有《喀玛兰志略》
- 父：柯蘅，是陈寿祺的学生，著有《汉书七表校注》二十卷
- 母：李長霞，著有诗稿《乱后忆书》
- 元配：于氏
- 继室：吳芝芳（桐城派散文家吳汝綸之女）
- 兄：柯劭憼，晚清良吏、詩人。
- 妹：柯劭蕙、柯劭慧，皆詩人
- 長子：柯昌泗，次子：柯昌濟（與兄昌泗皆金石學家），三子：柯昌汾（娶末代衍聖公孔德成二姊孔德懋）

### 引用
1. ↑  山东省情网作生于1850年，卒于1933年。《约法会议记录》称其年六十二岁，按1915年62岁，则生于约1853年。
2. ↑  李思清，《清史稿》稿本中的柯劭忞手迹
3. ↑  《大清德宗同天崇运大中至正经文纬武仁孝睿智端俭宽勤景皇帝实录》（卷二百二十八）：光绪十二年。丙戌。五月。癸巳朔……○壬寅。谕内阁、新科一甲进士三名赵以炯、邹福保、冯煦、业经授职外。彭述、姜自驺、蔡金台、周爰诹、张星吉、姚丙然、陈昌绅、华学澜、吴庆坻、刘启襄、吴鸿甲、王荫槐、王荣商、于齐庆、冯芳泽、丁秉乾、张燮堂、连捷、杨士骧、孙锡第、宋伯鲁、王廷相、朱延熙、淩彭年、葛振元、陈志喆、刘玉珂、徐嘉言、罗光烈、沈曾桐、周承光、陈遹声、李端榘、陆寿臣、宋滋兰、韩培森、柯劭忞、杨天霖、李焕尧、陈文塽、李玮堂、徐世昌、盛沅、徐受廉、李子荣、刘学谦、余赞年、孙综源、鹿瀛理、高熙喆、孔宪教、高觐昌、仇继恒、江希曾、沈维善、丁良翰、马芳田、余朝绅、吴炳、尹殿扬、渠纶阁、徐敏中、阔普通武、林鉴中、贺沅、瑞洵、陈田、梅汝鼎、林仰崧、李子茂、张元奇、钟大椿、承德、荣庆、淩芬、陈兆葵、庄钟济、杨森、王新桢、谢崇基、宋育仁、叶在琦、王荣先、景厚、王守训、黄绍曾、格哷铿额、俱著改为翰林院庶吉士。
4. ↑  《大清德宗同天崇运大中至正经文纬武仁孝睿智端俭宽勤景皇帝实录》（卷二百六十九）：光绪十五年。己丑。夏四月……○癸卯。引见丙戌科散馆人员。得旨、修撰赵以炯、编修冯煦、业经授职。二甲庶吉士孙锡第、韩培森、熊亦奇、陈遹声、华学澜、姜自驺、秦绶章、徐受廉、朱延熙、曾宗彦、荣庆、余赞年、张元奇、于齐庆、王廷相、冯芳泽、秦夔扬、孙综源、宋伯鲁、张星吉、蔡金台、杨天霖、吴庆坻、王荫槐、姚丙然、江希曾、周承光、吴鸿甲、陈田、高觐昌、彭述、淩彭年、王荣商、刘玉珂、周爰诹、张燮堂、吴炳、童祥熊、徐世昌、鹿瀛理、刘学谦、柯劭忞、罗光烈、沈曾桐、承德、陈兆葵、阔普通武、俱著授为编修。
5. 1 2 3 4 5  见 山东省情网
6. ↑  《约法会议记录》，第95页
7. ↑  《文化古城旧事/邓云乡集》，第257页
8. ↑  《北洋政府总统与总理》，第101页